# Liste des maires de Noyon
Cet article dresse une liste par ordre de mandat des maires de Noyon.

## Liste des maires

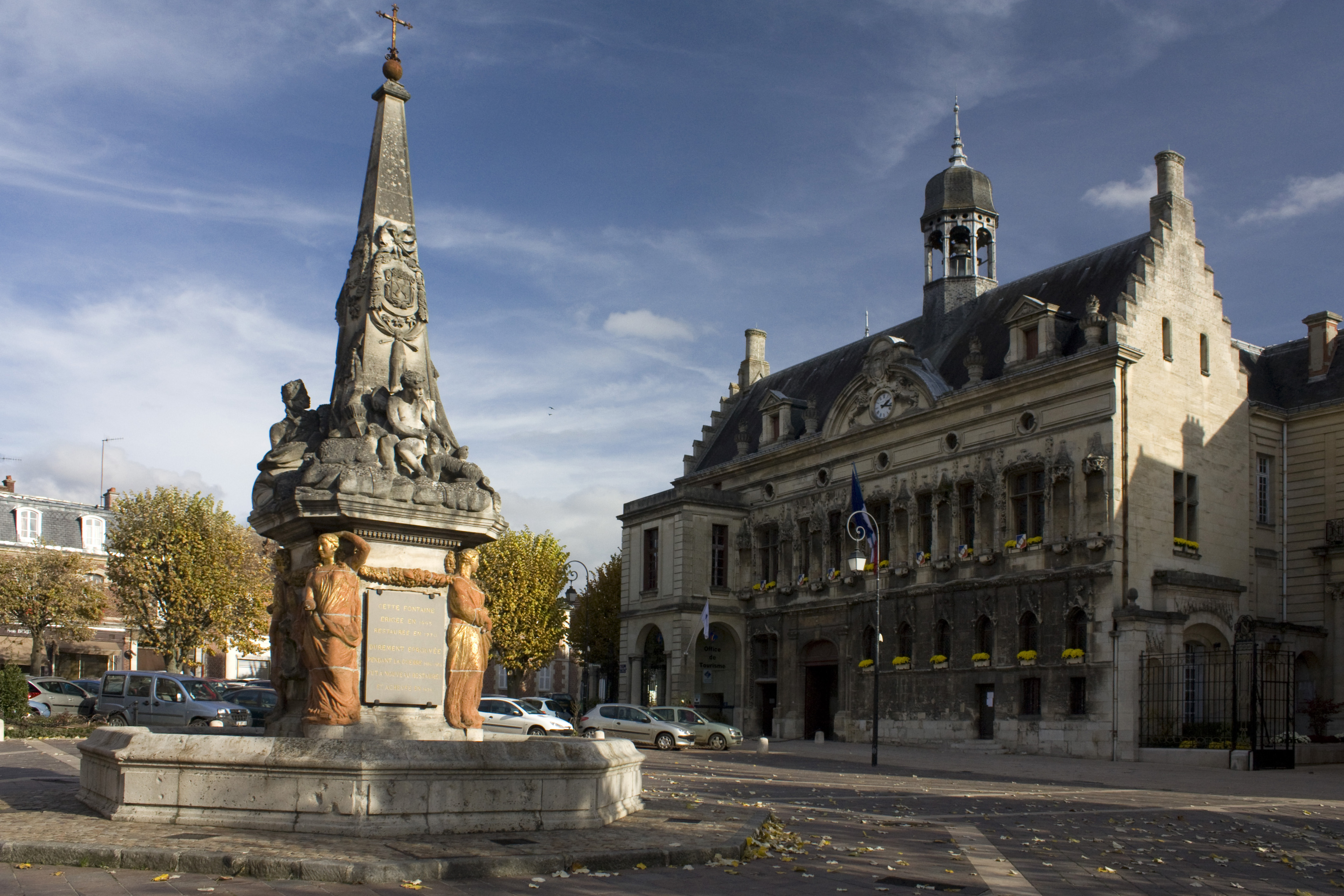
L'hôtel de ville de Noyon.

| Période                                  | Période | Identité              | Étiquette | Qualité |
| ---------------------------------------- | ------- | --------------------- | --------- | ------- |
| Les données manquantes sont à compléter. |         |                       |           |         |
| 1116                                     |         | M. Rotbert            |           |         |
| 1123                                     |         | M. Adam               |           |         |
| 1127                                     |         | M. Foulques           |           |         |
| 1151                                     |         | M. Miles              |           |         |
| 1155                                     |         | M. Eudes              |           |         |
| 1164                                     |         | Barthélémi de Sevilly |           |         |
| 1192                                     |         | M. Henri              |           |         |
| 1197                                     |         | M. Eustache           |           |         |
| 1250                                     |         | Eustache Le Cirier    |           |         |
| 1260                                     |         | Mathieu Bouquet       |           |         |
| 1261                                     |         | Raoul Le Beau         |           |         |
| 1262                                     |         | Simon Malice          |           |         |
| 1274                                     |         | Thomas de Bouchoir    |           |         |
| 1281                                     |         | Jean Panetier         |           |         |

| Période                                  | Période                        | Identité                                    | Étiquette             | Qualité |
| ---------------------------------------- | ------------------------------ | ------------------------------------------- | --------------------- | --- |
| Les données manquantes sont à compléter. |                                |                                             |                       | |
| 1790, 1795, 1800                         |                                | Louis Charles Druon                         |                       | Avocat, propriétaire à Noyon |
| 1791                                     |                                | Jean Margerin                               |                       | |
| 1792, 1795                               |                                | Jean Charles Prus                           |                       | |
| 1797                                     |                                | Nicolas Jourdan                             |                       | |
| 1798                                     |                                | Charles Reneufve                            |                       | |
| 1799                                     |                                | Jean Baptiste Lenrumé                       |                       | |
| 1808                                     |                                | Thomas Marie Collin de la Brunerie          |                       | |
| 1815                                     | 1817                           | Charles Antoine Valentin Sézille-Canongette | Royaliste             | Officier |
| 1817                                     |                                | Jacques Le Boucher de Richemont             |                       | |
| 27 juin 1827                             | 2 septembre 1830               | Clément Balthazar Sézille de Biarre         | Royaliste             | Cousin de Charles Antoine Valentin Sézille-Canongette Démissionnaire à la suite des Trois Glorieuses |
| 1830                                     |                                | Charles Martin Lallouette                   |                       | Conseiller général de Noyon (1833 → 1836) |
| 1834                                     |                                | Charles Louis Joseph Mony                   |                       | |
| 1841                                     |                                | Charles Louis Michaux                       |                       | |
| 1848                                     | 1848                           | Achille Baudoux                             |                       | Tanneur Mort en fonction |
| 1848                                     | 1861                           | Marie Louis Jules Audebert                  |                       | Notaire Démissionnaire |
| 1861                                     |                                | Louis Édouard Sézille de Biarre             | Bonapartiste          | Fils de Clément Balthazar Sézille de Biarre Officier Conseiller général de Noyon (1861 → 1865) Démissionnaire peu avant sa mort                                                                                    |
| 1865                                     |                                | Louis François Nicolas Fourrier             |                       | |
| 1870                                     |                                | Adrien Sainte Marie Becu                    |                       | |
| 1881                                     |                                | Jules Narcisse Denis                        |                       | Fabricant de sucre, conseiller d'arrondissement du canton de Noyon |
| 1888                                     | 1925                           | Ernest Noël,                                | Gauche républicaine   | Directeur d'une usine de produits chimiques à Noyon Député de l'Oise (1893 → 1906) Sénateur de l'Oise (1906 → 1930) Conseiller général de Noyon (1886 → 1930) Président du conseil général de l'Oise (1904 → 1930) |
| 1925                                     |                                | Jules Magnier,                              | Radical de gauche     | Directeur d'école laïque à Noyon Conseiller général de Noyon (1931 → 1937) |
| 1935                                     |                                | Adrien Lhomme                               | URD                   | |
| Les données manquantes sont à compléter. |                                |                                             |                       | |
| 1940                                     |                                | Augustin Baudoux                            | URD                   | |
| 1944                                     |                                | Adrien Lhomme                               | URD                   | |
| 1947                                     | 1959                           | Achille Granthomme                          | URD puis UNR          | Conseiller général de Noyon (1953 → 1961) |
| 1959                                     |                                | Paul Boutefeu                               |                       | |
| 1965                                     |                                | Pierre Dubois                               | UNR puis UDR puis RPR | |
| 1989                                     | 17 avril 2002                  | Bertrand Labarre                            | RPR                   | Conseiller régional de Picardie Président de la CC haute vallée de l'Oise (? → 2002) Décédé en fonction |
| avril 2002                               | mars 2008                      | Pierre Vaurs                                | UDF                   | Président de la CC haute vallée de l’Oise ( 2002 → 2008) |
| mars 2008                                | juillet 2020                   | Patrick Deguise                             | PS puis LREM          | Conseiller général de Noyon (2004 → 2015) Maire de Pont-l'Évêque (1989 → 2008) Président de la CC Pays Noyonnais (2008 → 2020)                                                                                     |
| juillet 2020                             | 29 juillet 2021                | Sandrine Dauchelle                          | LR                    | Ancienne conseillère au parlement européen puis cadre à l'Institut Catholique de Paris Présidente de la CC du Pays Noyonnais (2020 → )                                                                             |
| 29 juillet 2021                          | 23 octobre 2021                | Délégation spéciale                         |                       | Présidée par Dominique Ciavatti et accompagnée de Dominique Danneel et Christophe Fyad. |
| 23 octobre 2021                          | En cours (au 21 décembre 2021) | Sandrine Dauchelle                          | LR                    | Ancienne conseillère au parlement européen puis cadre à l'Institut Catholique de Paris Présidente de la CC du Pays Noyonnais (2020 → )                                                                             |